# Wii頻道
「Wii頻道」（Wii Channels）是任天堂所發售的家用電視遊樂器主機Wii的操作系統中，可增加應用軟體的總稱，任天堂稱呼這些軟體為「頻道」。以電視頻道作為設計概念，利用選單（Wii Menu）連接各頻道。不同的頻道在畫面上依照格線排列，使用者利用「Wii Remote」的定位指向功能操作選單。使用者可以自行調整格線排列的方式，也可以將不同頻道或虛擬電子遊戲（virtual console games）的連結放置在選單中的48個欄位內。

## 概要
「無論是誰都能夠輕易上手的遊戲主機」、「每天都會開機使用的遊戲主機」，因為這些提案而有了「Wii頻道」功能。將天氣、新聞及網際網路等功能結合，跨越遊樂器的想法，使得平常不接觸遊樂器的人也願意使用。

## 頻道

### 光碟頻道
光碟頻道（Disc Channel）是讓使用者執行Wii或GameCube遊戲的頻道。

### Mii頻道
Mii頻道（Mii Channel）能建立替身角色（avatar），使用者可以從許多臉部和身體要素中挑選，設計出漫畫誇張風格的3D人物。設定項目包含髮型、眼睛、鼻子、嘴巴等臉部各項的設定，以及身高、體型、服裝顏色的細部設定，產生的角色保存於 Wii 遙控器中，可供遊戲軟體取用。
在《Wired News》雜誌於2006年對江口勝也（《動物森友會》和《Wii Sports》的製作人）的訪談中，證實了使用者自定的替身角色功能將會內建在硬體中，這個特色功能最早出現在E3電玩展中任天堂的媒體說明會上。這項功能定義為一種「個人檔案」系統，其中包含了誇張的卡通圖案和一般的玩者資訊。這個應用程式在2006年9月由任天堂正式公開發表，以「Mii Channel」的名稱整合在Wii Channel中。使用者可以從內建的誇張卡通風格的造型中選擇，或是自行選擇臉部的形狀、顏色和姿勢來創造自己的人物。在特定的遊戲中（包括《Wii Sports》和《Wii Play》），每個玩者的替身角色將會成為遊戲中實際操作時的角色。不同玩者之間可以透過「WiiConnect24」或交談功能和全世界的Wii使用者互動。這項功能稱為「Mii Parade」。這些替身角色可以儲存在控制器（搖桿）中，並能夠帶到別台Wii上使用。每支控制器最多可儲存10個替身角色。

### 新聞頻道
使用者能透過新聞頻道（News Channel）閱覽最新全球頭條新聞，新聞分類包括國際、政治、社會、體育、文藝，並且可以使用地球儀方式閱覽全球新聞。新聞內容會經由WiiConnect24自動更新，利用本頻道時需與網際網路進行連線。新聞頻道在2007年1月27日啟用，由美聯社（Associated Press）提供新聞內容。

### 天氣頻道

天氣頻道

天氣報導和預報能夠經由WiiConnect24從網路下載至遊戲機中。天氣頻道中將會顯示出整個地球，使用者可以觀看其他各個地區的天氣資訊。在頻道選單中，預設地區的天氣狀態將會以圖示的方式直接顯示。利用本頻道時需與網際網路進行連線，從2006年12月19日開始提供服務。
- 取得的資料包含今天、明天、一週天氣及早晚的天氣資料（包含洗衣指數、紫外線資料等）。
- 選擇「地球儀」時畫面會呈現一組地球儀，移動 Wii 遙控器可選擇全世界各國取得當地天氣、溫度及降雨資料。
- 當使用 WiiConnect24 時，於每日 3 點、 9 點、 15 點及 21 點時自動取得最新的天氣資料。
- 資料由「The Weather Channel （页面存档备份，存于）」提供。

### 相片頻道

相片頻道

使用對應 SD 記憶卡的數位相機或行動電話拍攝的照片及影片，均能在相片頻道中使用。本頻道於主機購買時即可使用。
瀏覽
SD 記憶卡內的資料夾中，相片將會依照日期順序排列，選擇要瀏覽的相片即會放大顯示。選擇影片的話就會播放影片，播放完畢時會出現「再播放一次」。
編輯功能
選擇畫面上的「遊玩」功能即可以進行下列的編輯：
- 用色筆寫字
- 蓋印章
- 改變相片及動畫的色調
- 利用相片玩拼圖

然而這些編輯內容均無法存檔。
幻燈片播放
選擇畫面上的「幻燈片播放」功能時，即會將全部的相片及影片依序播放，播放順序有依日期播放及隨機播放兩種選擇。「幻燈片播放」的背景音樂將會使用 MP3 格式的音樂。
對應的記憶卡
- SD 記憶卡
- miniSD 記憶卡（需使用轉接卡）
- microSD 記憶卡（需使用轉接卡）

※ 支援 SDHC 規格的 SD 記憶卡（較舊版本可經由更新支援）
對應的檔案格式
- 圖片：JPEG 格式
- 影片：Motion JPEG 格式（包含 MOV 格式、AVI格式）
- 音樂：MP3 格式

### Wii商店頻道 （已停用）
「Wii點數」（Wii Points）可以在Wii商店頻道（Wii Shop Channel）中購買和儲值。使用者可以利用Wii點數下載新增的頻道、虛擬電子遊戲、展示版遊戲等。也能夠在這個頻道下載網路頻道中使用的Opera瀏覽器。某些特定商品可能不需點數即可免費購買。利用本頻道時需與網際網路進行連線。在不同的國家購買虛擬遊戲的價格也會有所不同，但是大致上約為下面所示的價格：
- NES（又稱紅白機）遊戲 - 500 點
- SNES（超級任天堂）遊戲 - 800 點
- N64（NINTENDO64）遊戲 - 1000 點
- Opera瀏覽器 - 0 點 （免費）

美國的 Wii 點數計費為每 100 點等於美金 1 元（約新台幣35元），日本的 Wii 點數計費為每 1 點等於日圓 1 圓。

### 網際網路頻道
根據任天堂 （页面存档备份，存于）的宣佈，如同NDS Browser（NDS瀏覽器）一般，Opera瀏覽器也能夠利用Wii Points購買下載。瀏覽器將支援JavaScript和Flash動畫。此外，Wii之中的瀏覽器也可作為排版引擎（layout engine），能夠執行網路應用程式。
此頻道提供網頁瀏覽的服務，利用本頻道時需與網際網路進行連線。於 2007 年4月12日提供正式版下載（先前曾於2006年12月22日提供試用版下載）。
- 搭配使用的網頁瀏覽器為 Opera。
- Wii 版的 Opera 核心與 PC 版相同，故可瀏覽 AJAX 及 Flash 網頁。
- Wii 版的 Opera 採付費下載的方式提供，但為了推廣服務，在 2007 年 6 月底之前提供免費下載。
- Wii 版的 Opera 更新，支持Adobe Flash Lite3.1，正式開放免费下载。

### 留言板
玩者能在留言板（Message Board）上留言給家庭中其他成員，外觀類似月曆，也可以透過WiiConnect24將訊息傳送給家庭之外的人。此外，所有玩者可以和行動電話使用者交換照片和文字訊息，也能夠傳送電子郵件。這個服務也能告知玩者與遊戲相關的最新消息。
在留言板上，除了文字訊息之外，玩者也能夠張貼儲存在SD記憶卡中的圖片。軟體更新通知訊息是由任天堂發出。此外，玩者可以留下備忘錄給自己或是其他家庭成員，不需要連上網路。這些訊息可以張貼在月曆上的任何一天。如《動物之森》等「真實時間遊戲」（real-time game）也能夠自動更新留言板。留言板也會自動記錄遊玩的歷史，這項功能可以記錄使用者遊玩了哪款遊戲、什麼時候遊玩的，還有遊玩的時間長短，家長也可以藉此設定遊戲時間的限制。這項功能也能夠查詢某段時間內遊玩頻率最高的遊戲，這些記錄無法刪除或隱藏。

### Virtual Console（已停用）
「Virtual Console」可以遊玩任天堂過去機種上的遊戲，以及 SEGA Mega Drive、 NEC AV 的 PC-Engine 機種的遊戲，使用者能在商店頻道中購買。
在Wii上時的同時，已經有12款舊遊戲可供購買。根據報導，在年底之前將會有30款遊戲在商店頻道中推出，之後每個月至少會有10款遊戲加入。

### 大家的投票頻道
舉辦二選一投票服務的頻道。利用本頻道時需與網路網路進行連線。使用此頻道須於 Wii 購物頻道下載，且必須先利用 Wii 主機更新地區資料後方能使用。於 2007 年 2 月 14 日提供下載。
- 投票目前區分為限定國內投票與世界投票，國內投票於每週二、四、六日各提出一項投票，世界投票於每月一日及十六日提出投票。
- 投票結果於投票結束後數小時發送資料，以圓餅圖顯示百分比，可依照區域及性別分析投票結果。
- 可提出希望舉辦的投票，提出後將資料送交任天堂公司核可後舉辦投票。

### Mii交流頻道
可以將自己製作的Mii上傳到網路上供全世界網友觀看，並可以標記與抓取自己所喜歡的Mii到自己的Wii主機中。
另外可以針對官方發佈的主題來製作特定的Mii投稿比賽，每隔一定時間任天堂會公佈新的題目，完成送出後會由全球網友投票評選，最終選出最像的50個Mii。

### 電視之友頻道
經由此頻道可以從網路上取得最新的電視節目表（限日本國內頻道），並可將自己關注的節目做標記與搜尋。

### 大家的任天堂頻道
利用此頻道可以取得最新的遊戲資訊與收看最新的遊戲宣傳影片，並下載NDS的試玩遊戲。

### 照片沖印頻道
任天堂與日本Fujifilm合作，利用本頻道玩家可上網付費沖印SD記憶卡中所儲存之照片，也可製作成相簿、寫真集或名片，另有將Mii角色做成名片的設計。於2008 年 7 月 23 日提供免費下載。
- 照片沖印目前限定日版主機可使用，並且只提供日本國內的沖印業務。
- 製作完成之照片資料會以WiiConnect24網路上傳到Fujifilm處，並在付款成功後三個工作天內即可收到成品。

### 薩爾達傳說：Skyward Sword 記錄修復頻道
此頻道為根據薩爾達傳說：Skyward Sword遊戲嚴重程式錯誤所提供之頻道。

## 遊戲專屬頻道
遊戲可安裝專屬頻道到Wii主機中，即使沒有放入光碟也可進行部份遊戲功能。

### Wii遊戲內建頻道
- 馬力歐賽車 Wii
- Wii Fit
- Wii Fit Plus

### NDS遊戲支援Wii頻道
- 明星樂團大合奏DX

## 資料來源
1. 1 2 3  Gantayat, Anoop. . IGN. 2006年9月14日  [2006-09-14]. （原始内容存档于2009-04-28）.
2. 1 2 3  . 任天堂.   [2006-09-14]. （原始内容存档于2006-11-17）.
3. ↑  Kohler, Chris. . 《Wired》.   [2006-06-03]. （原始内容存档于2006-08-26）.
4. ↑  . 2006-09-14  [2006-11-24]. （原始内容存档于2006-10-10）.
5. ↑  . 任天堂.   [2006-09-14].[永久]
6. 1 2  Metts, Jonathan. . Planet GameCube.com. 2006年11月16日  [2006-11-16]. （原始内容存档于2016-11-21） （英语）.
7. ↑  . 任天堂.   [2006-09-14]. （原始内容存档于2006-09-23） （美国英语）.
8. ↑  .   [2006-11-24]. （原始内容存档于2009-02-28）.
9. ↑  . 任天堂. 2006-09-14  [2006-09-14]. （原始内容存档于2006-12-09）.
10. ↑  Casamassina, Matt. . IGN. 2006年9月14日  [2006-09-23]. （原始内容存档于2006年9月29日）.

## 外部連結

Wii Channels 的選單

- Wii 官方網站中介紹 Wii Channels 的頁面 （页面存档备份，存于）（英文）
- 任天堂網站中 Wii Channels 介紹（英文）